# Bougainvillia pyramidata
Bougainvillia pyramidata is een hydroïdpoliep uit de familie Bougainvilliidae. De poliep komt uit het geslacht Bougainvillia. Bougainvillia pyramidata werd in 1853 voor het eerst wetenschappelijk beschreven door Forbes & Goodsir. 